# Château de Mailloc
Le château de Mailloc [majɔ]  aussi dénommé château des Quatre Mailloc est un édifice en ruines sur l’ancienne commune française de Saint-Julien-de-Mailloc dans le département du Calvados, en région Normandie. Il était qualifié d'« une des merveilles monumentales de la Normandie ».

## Localisation
Le château est situé sur la rive orientale de l'Orbiquet, à Saint-Julien-de-Mailloc au sein de la commune nouvelle de Valorbiquet, dans le département français du Calvados.

## Historique
Une première forteresse détruite pendant la guerre de Cent Ans était encore en ruine en 1462. Mailloc était le siège d'une baronnie.
Elle fut après cette date entièrement reconstruite à la fin du XVe ou au début du XVIe siècle. En 1551, Jean de Mailloc en rend aveu à l'évêque de Lisieux, le cardinal d'Annebaut.
Au XVIIe siècle, Gabriel de Mailloc voit sa baronnie élevée en marquisat et remanie très profondément le château. Les travaux seront achevés par son fils, Gabriel-René de Mailloc
En 1724, à la mort sans descendant de René-Gabriel, époux de Lydie d'Harcourt il passe à cette famille, et en 1760, les terres et le château sont acquis par la comtesse d'Houdetot, puis en 1816, le domaine est la possession du physicien et mathématicien Pierre-Simon de Laplace,, puis à sa mort en 1827, de sa fille Sophie-Suzanne de Laplace, qui hérite du domaine. Elle avait épousé Adolphe-François marquis de Portes, pair de France et c'est leur fille aînée, Angélique de Porte, qui fait passer le château à la famille Colbert, à la suite de son mariage avec Napoléon-Joseph, marquis de Colbert-Chabanais, et dont la branche cadette prit le nom de Colbert-Laplace,.
L'édifice est victime d'un incendie accidentel dans la nuit du 10 au 11 décembre 1925 du fait d'un feu allumé par une cuisinière logée dans les parties supérieures d'une tour pour se prémunir du froid en dépit d'une interdiction formelle des propriétaires. Le bâtiment ne présentait pas de traces de réfections ou de réhabilitations au moment du sinistre qui le détruisit.
La relation des faits est défavorable à la salariée coupable malgré elle, car elle aurait eu la présence d'esprit « de prendre l'argent de ses gages placés dans un tiroir » et sera stoppée à la gare d'Orbec par les gendarmes. La maison du comte se réfugia dans la demeure du jardinier. Les secours envoyés à Lisieux et Orbec parvinrent sur les lieux à 4 h mais le feu dévora l'édifice et son contenu jusqu'à midi.
Le sinistre détruit le mobilier, les tapisseries, l'épée de Charles Quint et les bibliothèques. Peu de choses furent sauvées des flammes si ce n'est un bréviaire ayant appartenu à Colbert de par l'action du propriétaire. Cette destruction entraîna une vive émotion dans la région.
Mal assuré, le château n'est pas reconstruit.

## Description
Le château avant sa destruction se présentait sous la forme d'une grande enceinte quadrangulaire flanquée de grosses tours rondes aux angles, et entourée de douves. Depuis, une aile a été restaurée et est habitée.
Trente fenêtres éclairaient le corps de logis. Les tours étaient munies de corniches et de mâchicoulis.

### Mobilier
Les éléments de mobilier ou de décoration perdus sont très importants : les murs étaient munis de tapisseries des Gobelins, des mobiliers du XVIIe et XVIIIe siècles, des portraits, des porcelaines de Sèvres. La riche bibliothèque aurait accueilli 20 000 ouvrages dont les documents du savant Pierre-Simon de Laplace. Son cabinet, présent au château, est détruit : sa bibliothèque, sa correspondance, ses instruments. Des ouvrages ayant appartenu à la bibliothèque de Colbert sont également détruits dans le même temps.

Photos de Gustave William Lemaire (1848-1928)
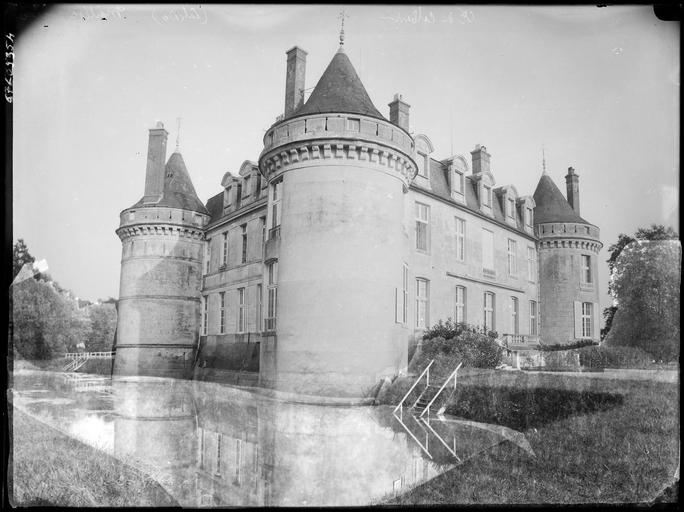
Une vue générale sur les douves.
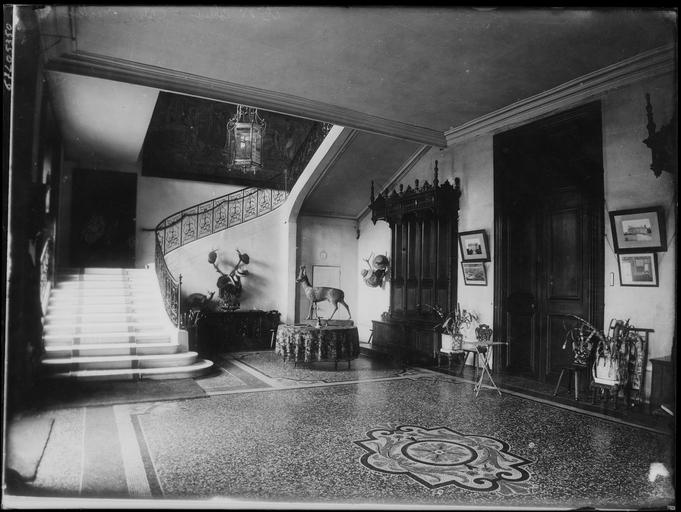
Le hall et escalier.
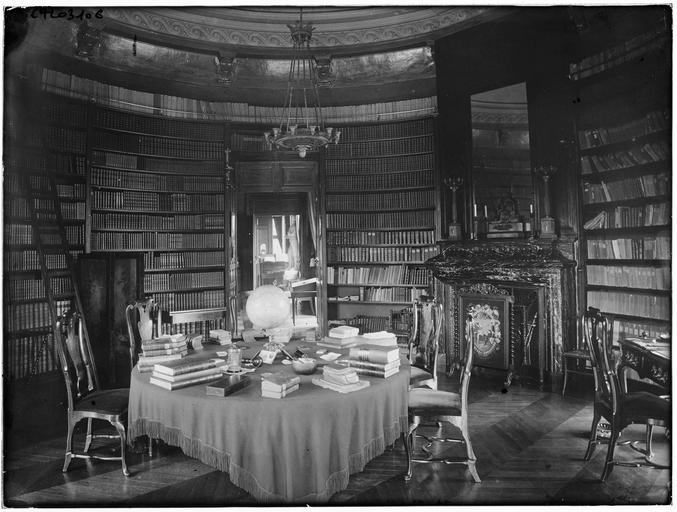
La bibliothèque.
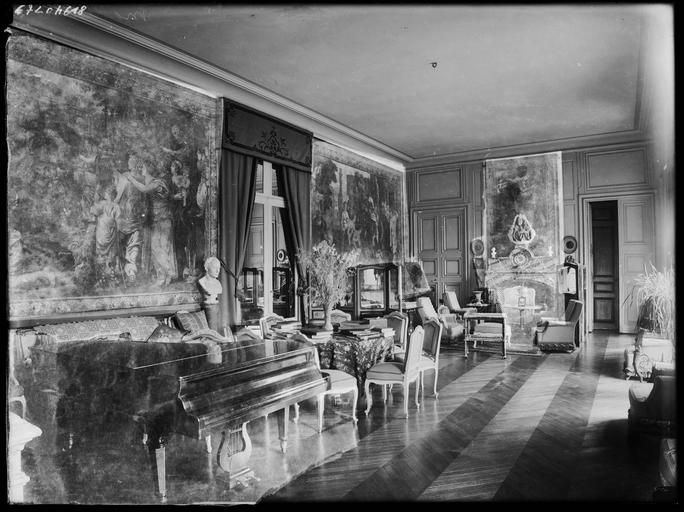
Le salon de musique.

### Protection
Le château est partiellement inscrit au titre des monuments historiques par arrêté du 17 mai 1933.

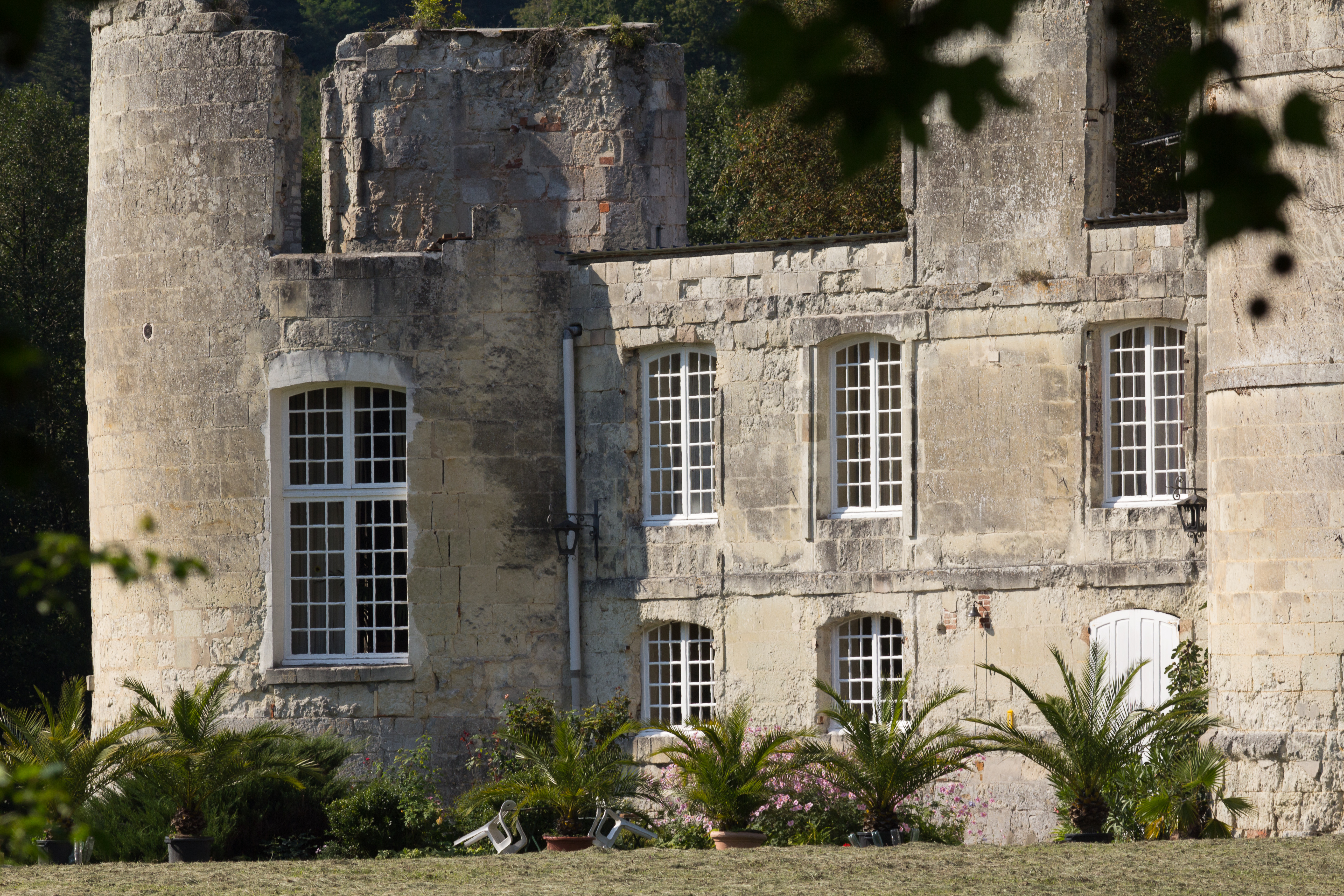
La façade sud-est dans son état actuel.
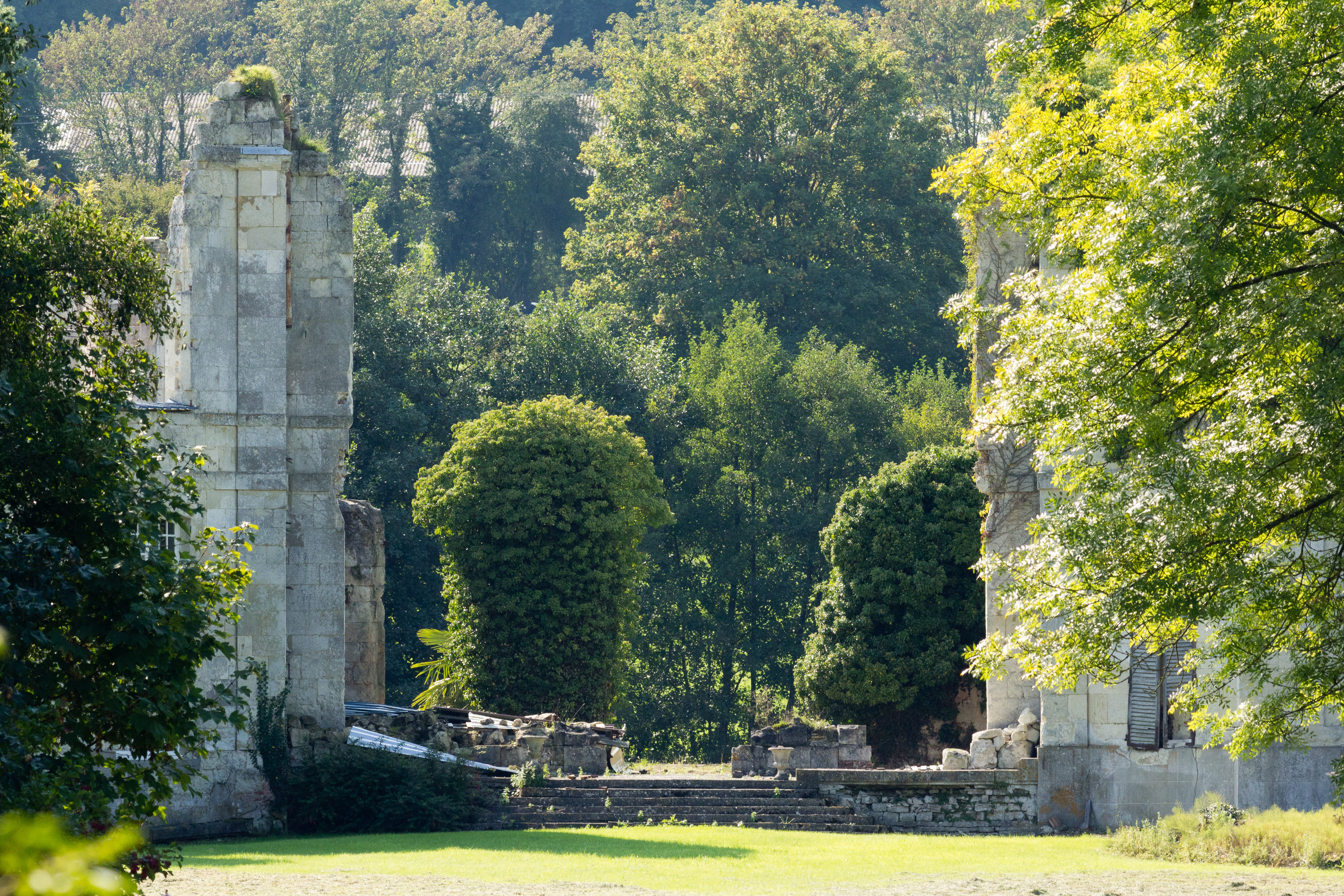
La façade nord-est dans son état actuel.